# Салем Салех бин Брек
Салем Салех бин Брек (араб. سالم صالح بن بريك‎, род. 3 апреля 1965, Эль-Мукалла, Йемен) — йеменский политик, занимающий пост премьер-министра Йемена с 3 мая 2025 года.

## Биография

### Ранняя жизнь
Салем Салех Салем бин Брек родился 3 апреля 1965 года в Эль-Мукалле, прибрежном городе на востоке Йемена у Аденского залива.

### Карьера
До того как бин Брек был назначен премьер-министром, он занимал должность министра финансов. Но после отставки Ахмеда Авада бин Мубарака, который ушёл в отставку, сославшись на трудности в выполнении своих обязанностей, в том числе на то, что ему не позволили провести перестановки в кабинете министров, Мубарак столкнулся с конфликтом с Рашадом Мухаммедом аль-Алими, главой президентского совета Йемена, из-за увольнения нескольких министров. Лидерство бин Брека приходится на то время, когда Йемен продолжает бороться с затяжной гражданской войной, а повстанцы-хуситы контролируют значительную часть страны, включая столицу Сану. США усилили авиаудары по позициям хуситов, чтобы предотвратить их нападения на торговые суда в Красном море.